# 2nd (album)
| Recensione     | Giudizio        |
| -------------- | --------------- |
| AllMusic       | [ 1 ]           |
| Sputnikmusic   | 3.9 (Excellent) |
| Piero Scaruffi | [ 3 ]           |

2nd è il secondo album discografico degli Agitation Free, pubblicato dalla casa discografica Vertigo Records nell'autunno del 1973.

## Tracce
Brani composti (eccetto dove indicato) da Agitation Free.
Lato A
1. First Communication – 8:18
2. Dialogue and Random – 2:00
3. Laila, Part I – 1:32
4. Laila, Part II – 6:45

Lato B
1. In the Silence of the Morning Sunrise – 6:29
2. A Quiet Walk – 9:11
3. Haunted Island – 7:10 (Edgar Allan Poe (testo))

- Parole contenute nel brano Haunted Island sono tratte da Dreamland di Edgar Allan Poe

Edizione CD del 2010, pubblicato dalla Belle Antique Records (BELLE 101723)
1. First Communication – 8:10
2. Dialogue and Random – 1:51
3. Laila, Part I – 1:41
4. Laila, Part II – 6:47
5. In the Silence of the Morning Sunrise – 6:33
6. A Quiet Walk – 9:15
7. Haunted Island – 7:11 (Edgar Allan Poe (testo))
8. Laila '74 – 7:42 – Bonus Track

## Formazione
- Stefan Diez - chitarra
- Lutz Ulbrich - chitarra, chitarra a 12 corde, bouzouki
- Michael Hoenig - sintetizzatore, tastiere
- Michael Gunter - basso
- Burghard Rausch - batteria, percussioni assortite, voce, mellotron

Ospiti
- Jackie Diez - voce (brano: A Quiet Walk)
- Frank Diez - voce (brano: A Quiet Walk)
- Gusti Lütjens - chitarra (brano bonus CD: Laila '74)

Note aggiuntive
- Agitation Free - produttori (per la Music Factory), arrangiamenti
- Registrato allo Studio 70 di Monaco di Baviera (Germania) nel luglio del 1973
- David Siddle - ingegnere delle registrazioni
- Zwicka e Uwe Schier - assistenti ingegnere delle registrazioni
- Agitation Free - design copertina album
- Folke Hanfeld - cover art (copertina frontale album)
- Irm Siering - art inside
- Alex Von Koettlitz - art retrocopertina[5]